# Tirol (Włochy)
Tirol (wł. Tirolo) – miejscowość i gmina we Włoszech, w regionie Trydent-Górna Adyga, w prowincji Bolzano (Tyrol Południowy).
Liczba mieszkańców gminy wynosiła 2428 (dane z roku 2009). Język niemiecki jest językiem ojczystym dla 97,69%, włoski dla 2,13%, a ladyński dla 0,18% mieszkańców (2001).